# Радич, Индира
Индира Радич (серб. Индира Радић, серб. Indira Radić); род. 14 июня 1966, Добой, СР Босния Герцеговина, СФРЮ — сербская поп-фолк-певица. Её называют Сербская Шакира.

## Биография
Индира Суботич родилась в семье боснийских сербов в селе Драгаловци близ боснийского города Добой . Имя получила в честь премьер-министра Индии Индиры Ганди. Её родители рано заметили её талант к пению, поэтому с самого раннего возраста Индира принимала участие во многих музыкальных конкурсах. После окончания школы, поступила в медицинский колледж в своём родном городе. Работала медсестрой три года в больнице Стоянович Младен в Загребе, в начале 1990-х годов переехала в Сербию.

### 1985—1995: Начало карьеры
Первое публичное выступление Индиры Радич состоялось в 19 лет, когда по просьбе родителей в отеле Koridijal в городе Теслич она спела песню Невернице моја, врати ми се ти (рус. Неверная моя, вернись ко мне!) Кемала Маловчича. В 1991 году она участвовала в музыкальном конкурсе в Сараево, где вышла в финал, однако финал не состоялся из-за начавшейся войны в Югославии.
В 1992 году Индира выпустила первый сольный альбом Награда и казна (Награда и наказание) вместе с группой продюсеров Јужни ветар (Южный ветер). На её первую пластинку было выделено 20 000 евро, но не смогла их получить из-за войны. В 1995 году Индира покинула Јужни ветар, и в том же году выпустила второй альбом Иди из живота мога (Уходи из моей жизни) на лейбле PGP RTB.

### 2003—2008: Успех, Змај и туры
В 2004, выданная самым успешным альбомом своей карьеры и становится певицей самый большой тираж в стране. Песня Змај (рус. Дракон) стала хитом и визитной карточкой певицы. Индира стала первой сербской певицей, которая начала петь песни в жанре поп-фолк. Кроме песни Змај, многие песни с этого альбома стали популярны как в Сербии, так и за её пределами. Песня Био си ми драг набрала более пяти миллионов просмотров на портале YouTube и стала самым большим хитом с самого начала её карьеры.

### 2011-настоящее время: Исток, север, југ и запад, Нико није савршен и переход в City Records
В декабре 2011 года Индира выпустила свой юбилейный пятнадцатый альбом под названием Исток, север, југ и запад (рус. Восток, Север, Юг и Запад). Альбом включает в себя 17 новых песен, включая Marija (рус. Мария), в которой Индира спела на французском языке в дуэте с коллегой Станко Маринкович. Песня достигла огромного успеха, собирая более 100 тысяч просмотров на портале YouTube в течение 24 часов с момента его выпуска и через неделю видеоклип занял седьмое место из всех комментуриющих видеоклипов за всю историю YouTube.
В 2015 году Индира в основном выступала в клубах по всей Сербии. В октябре, после 18 лет разорвала контракт с компанией Grand Production и подписала контракт с другой компанией City Records.

## Дискография

### Студийные альбомы
- 1992 — Награда и казна / Награда и наказание
- 1993 — Због тебе / Из-за тебя
- 1994 — Угаси ме / Погаси меня
- 1995 — Иди из живота мога / Уходи из моей жизни
- 1996 — Круг / Круглый
- 1997 — Издајник / Предатель
- 1998 — Волиш ли ме ти / Любишь ли ты меня?
- 2000 — Миленијум / Миллениум
- 2001 — Где ћемо вечерас / Где мы будем сегодня вечером
- 2002 — Поцрнела бурма / Почерневшее обручальное кольцо
- 2004 — Змај / Дракон
- 2005 — Љубав кад престане / Когда закончится любовь
- 2007 — Лепо се проведи / Всего хорошего!
- 2008 — Хероји / Герои
- 2011 — Исток, север, југ и запад / Восток, север, юг и запад
- 2015 — Нико није савршен / Никто не совершенен

## Интересные факты
- Местные СМИ Индиру часто сравнивают с колумбийской певицей Шакирой[5][6][7].